# Egle
Egle är ett släkte av tvåvingar som beskrevs av Jean-Baptiste Robineau-Desvoidy 1830. Egle ingår i familjen blomsterflugor.

## Bildgalleri

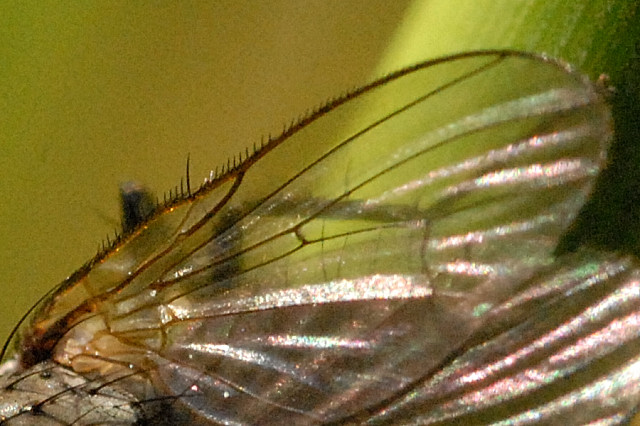
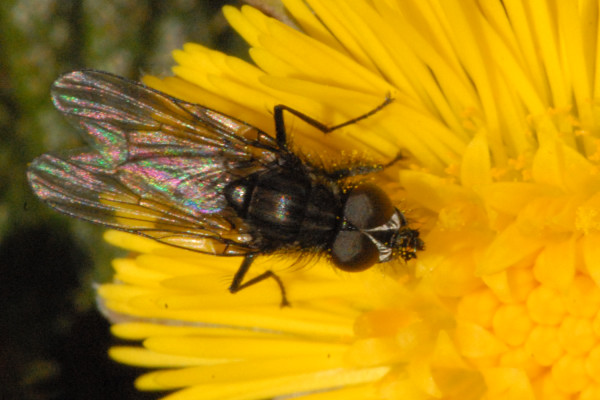
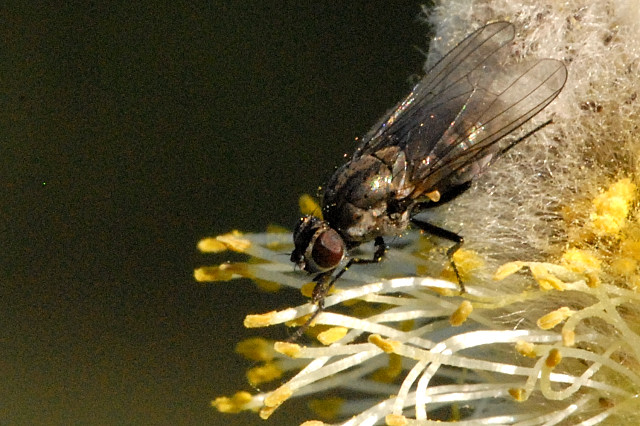
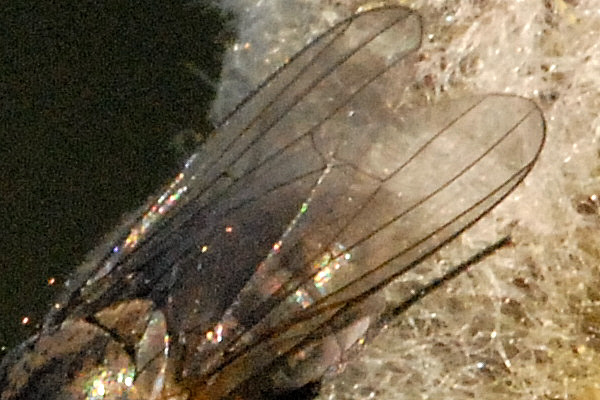

## Dottertaxa tillEgle, i alfabetisk ordning[1][2]
- Egle acicularis
- Egle agilis
- Egle arctophila
- Egle asiatica
- Egle atomaria
- Egle bicaudata
- Egle brevicornis
- Egle ciliata
- Egle claripennis
- Egle communis
- Egle concomitans
- Egle cyrtacra
- Egle exigua
- Egle falcata
- Egle festiva
- Egle flavescens
- Egle floricola
- Egle florum
- Egle gracilior
- Egle inermis
- Egle korpokkur
- Egle longipalpis
- Egle lyneborgi
- Egle minuta
- Egle myricariae
- Egle nitida
- Egle pallipes
- Egle parva
- Egle parvaeformis
- Egle pilitibia
- Egle podulparia
- Egle polychaeta
- Egle protuberans
- Egle pseudosteini
- Egle pulverulentus
- Egle rectapica
- Egle rhinotmeta
- Egle setiapicis
- Egle steini
- Egle subarctica
- Egle tantilla
- Egle washburni
- Egle viridescens